# Хоїнська волость
Хоїнська во́лость — історична адміністративно-територіальна одиниця Пінського повіту Мінської губернії з центром у селі Хойно.
Станом на 1885 рік складалася з 25 поселень, 14 сільських громад. Населення — 4782 особи (2357 чоловічої статі та 2425 — жіночої), 540 дворових господарства.
У наш час більша частина колишньої Хоїнської волості входить до складу Білорусі, менша — до складу України, Рівненської області (села Гориничі, Комори, Ниговищі, Омит, Прикладники).
|                     | Площа, десятин | У тому числі орної, дес. |
| ------------------- | -------------- | ------------------------ |
| Сільських громад    | 10941          | ?                        |
| Приватної власності | 25082          | 1763                     |
| Іншої власності     | 127            | 85                       |
| Загалом             | 32585          | 6745                     |

Основні поселення волості:
- Хойно — колишнє власницьке село при річці Струмені, 383 особи, 45 дворів, волосне правління, православна церква, школа, винокурний завод.
- Велятичі — колишнє власницьке село при річці Струмені, 110 осіб, 16 дворів, православна церква.
- Житновичі — колишнє власницьке село, 325 осіб, 33 двори, православна церква, каплиця.
- Местковичі — колишнє власницьке село при річці Струмені, 156 осіб, 15 дворів, православна церква.
- Невель — колишнє власницьке село при річці Стохід, 417 осіб, 45 дворів, православна церква.
- Семиховичі — колишнє власницьке село, 179 особи, 16 дворів, православна церква, каплиця.

Інші поселення:
- Велика Вулька
- Гориничі
- Диковичі
- Жидче
- Завидчиці
- Іваники
- Ізин
- Комори
- Красово
- Мала Вулька
- Ниговищі
- Омит
- Паре
- Прикладники
- Сачковичі
- Стайки
- Ститичево

## У складі Польщі
Після окупації поляками Полісся волость називали ґміна Хойно і включили до Пінського повіту Поліського воєводства Польської республіки. Центром ґміни було село Хойно.